# Palacio Legislativo de San Lázaro
El Palacio Legislativo de San Lázaro es la sede oficial permanente de la Cámara de Diputados de México, y también sede del Congreso General o Congreso de la Unión cuando realiza sesiones conjuntas con el Senado. Está ubicado en la Ciudad de México, en la alcaldía Venustiano Carranza, y recibe este nombre por estar construido en parte de los terrenos de lo que una vez fue la Estación de Ferrocarriles de San Lázaro.

## Historia

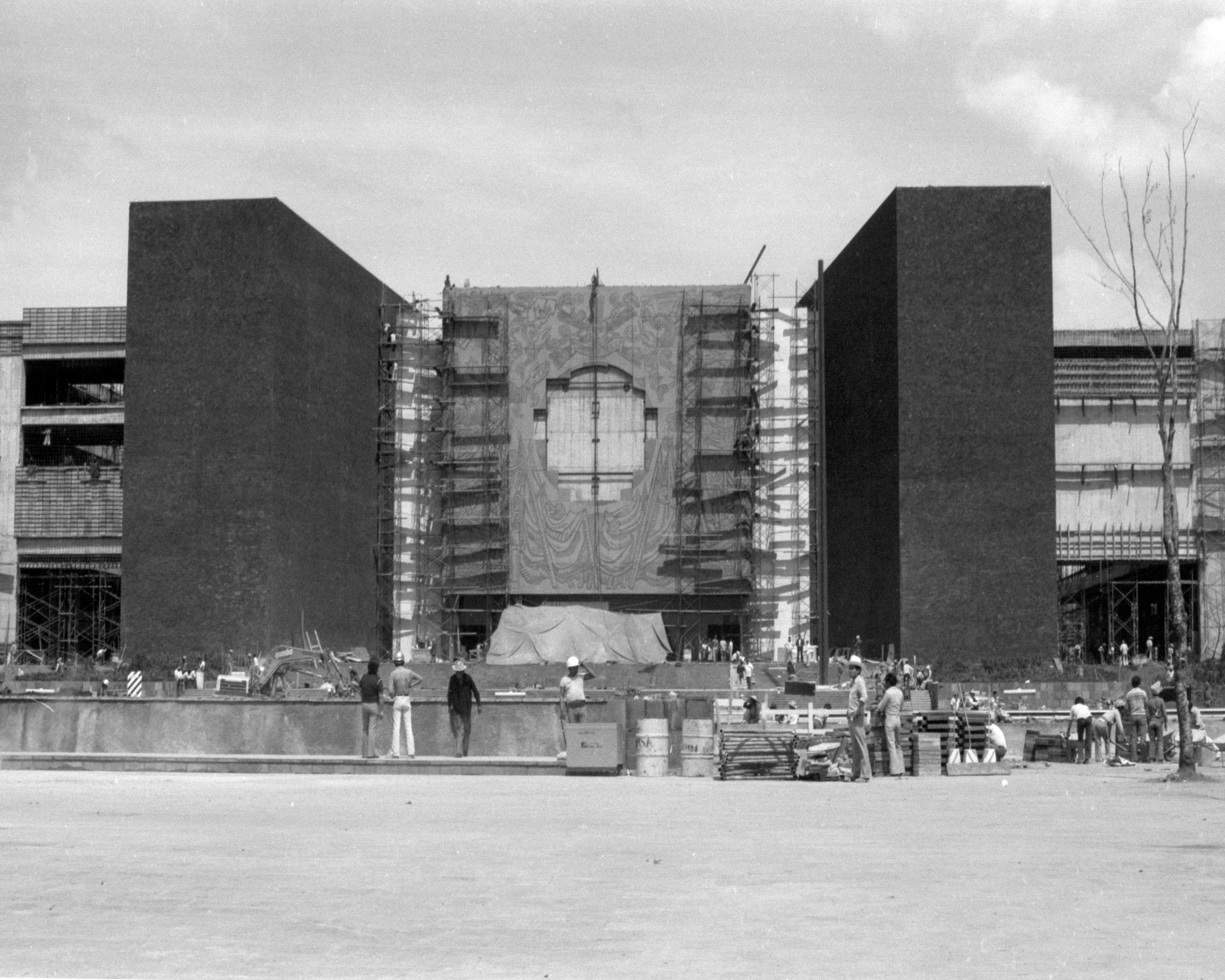
Obreros en la construcción del palacio, 1981.

Con la Reforma política de 1977, los miembros de la Cámara pasaron de 186 a 400, por lo que fue imposible alojarlos en el Palacio Legislativo de Donceles, donde aquella entidad funcionaba (hoy en día es la sede del Congreso de la Ciudad de México) desde 1911.
Ante esto, se inició la construcción de la nueva sede, como parte de un plan de regeneración urbana del sector donde se ubicaba la estación y patios de maniobras de ferrocarriles de San Lázaro, en los límites de las entonces delegaciones Cuauhtémoc y Venustiano Carranza, en el barrio de Candelaria de los Patos; además del palacio legislativo, en la enorme extensión de terreno también se construyó un nuevo Palacio de Justicia Federal para el funcionamiento del Poder Judicial de la Federación.
La construcción, que fue promovida por el entonces presidente José López Portillo, formaba parte de un enorme programa de desarrollo y obras públicas del gobierno, en un momento de gran bonanza petrolera para México. Esta comenzó en septiembre de 1979, según planos y proyecto de los arquitectos Pedro Ramírez Vázquez (en ese momento Secretario de Asentamientos Humanos y Obras Públicas), Jorge Campuzano y David Suárez. El edificio fue inaugurado el 1 de septiembre de 1981.
Se inauguró formalmente el 1 de septiembre de 1981, con motivo del V Informe de Gobierno de López Portillo y al instalarse formalmente en él los diputados y senadores de la LI Legislatura del Congreso de la Unión bajo la presidencia de Luis M. Farías.
El Palacio Legislativo de San Lázaro fue sede ininterrumpida de la Cámara hasta el 5 de mayo de 1989, cuando al salón de sesiones lo consumió un incendio. Esto obligó a su restauración, que correspondió al arquitecto mexicano de Manuel de Santiago de Borbón González Bravo. Durante su restauración se trasladó el recinto legislativo a la Unidad de Congresos del Centro Médico Nacional Siglo XXI.
Se reinauguró el 1 de noviembre de 1992, en el IV Informe de Gobierno. El motivo del incendio fue objeto de varias sospechas, pues en los sótanos del edificio se encontraban resguardados los paquetes que contenían las boletas electorales de las elecciones de 1988, que un sector de la oposición consideraba fraudulentas. El incendio no alcanzó la paquetería electoral, aunque ésta sufrió finalmente el mismo destino, varios años después, con el aval de la fracción parlamentaria del Partido Revolucionario Institucional y del Partido Acción Nacional.
En 2001 Salvador Gerson Smeke, excoronel de las Fuerzas de Defensa de Israel, fue detenido en el interior de la Cámara de Diputados con dos armas, explosivos, cables y otros dispositivos, siendo acusado de intentar realizar un ataque al legislativo.
Desde su restauración el palacio se ha mantenido como sede oficial del Congreso de la Unión y de la Cámara de Diputados, y en él se han llevado a cabo la mayoría de las ceremonias protocolarias establecidas para las sesiones de congreso general (aperturas de los períodos ordinarios de sesiones cada 1 de septiembre y ceremonias de traspaso del poder ejecutivo); en el han tomado posesión de sus cargos los presidentes Miguel de la Madrid, Carlos Salinas de Gortari, Ernesto Zedillo, Vicente Fox, Felipe Calderón, Enrique Peña Nieto, Andrés Manuel López Obrador y Claudia Sheinbaum.

## Arquitectura y restauración
La fachada principal del edificio, que se encuentra en la Av. Congreso de la Unión está formada por tres cuerpos, los dos de los extremos se encuentran forrados de tezontle rojo y el central de mármol blanco, formando entre ambos una amplia plaza de acceso; sobre la puerta principal se encuentra un conjunto escultórico en bajorrelieve, sobre una plancha de bronce oxidado en verde realizado por José Chávez Morado, dando el total del conjunto los tres colores de la Bandera de México.
El conjunto escultórico tiene como motivo central el escudo nacional, lo rodean una serie de banderas en movimiento que simbolizan la pluralidad de pensamientos; de las enseñas surgen rostros que representan los movimientos populares que México habrá de ver. Una enorme serpiente emplumada es el símbolo de la cultura tradicional; encima de ella surgen vírgulas que al ascender se unen con varias manos, y cada una de éstas, acompañada por diferente alegoría, simboliza la diversidad política, económica y social del México contemporáneo. Corona el conjunto un gran sol con la inscripción Constitución Política Mexicana. A cada lado, como elementos de fondo, aparecen representaciones de las culturas urbana y rural.

### Sala de sesiones
De la puerta principal se ingresa directamente a un vestíbulo, donde se encuentran una serie de murales realizados por Adolfo Mexiac, en donde narra la historia de tres de las Constituciones que ha tenido México, las de 1824, 1857 y 1917.
Del vestíbulo se ingresa a la Sala de sesiones, el principal y más reconocido de todo el palacio y que es en donde se reúne a sesionar la Cámara o el Congreso general, fue diseñado para mantener una estética parecida al recinto legislativo de Donceles y tiene una capacidad para dos mil personas, tomando en cuenta las galerías para invitados especiales. En la sala de sesiones se pueden reunir los 500 diputados y los 128 senadores en conjunto y está conformado por un amplio hemiciclo que desciende hacia el centro de forma escalonada.
Las paredes laterales de la sala están forradas de madera, mientras que la frontal lo está del mismo tezontle rojo de la fachada. En esta pared, al extremo contrario del ingreso al salón, se encuentra el principal distintivo visual del recinto: el Muro de Honor.

#### Muro de Honor
El Muro de Honor es un conjunto de seis superficies de cantera blanca situadas a espaldas, y en la parte superior, de la tribuna principal; sobre las que se ha inscrito el nombre de héroes nacionales, frases célebres, acontecimientos, instituciones e individuos reconocidos por sus méritos a la patria en letras de bronce con tono dorado, coloquialmente denominadas "letras de oro", con el objetivo de rendirles homenaje y perpetuar su nombre en la memoria histórica.
La primera superficie es un semicírculo horizontal en el extremo superior de la pared frontal, rodeando una fracción del límite del techo, que contiene en enormes letras de bronce dorado la célebre frase del presidente Benito Juárez:

Entre los individuos como entre las naciones, el respeto al derecho ajeno es la paz.

Debajo de esta, en la misma superficie, la acompañan las siguientes inscripciones (de izquierda a derecha e iniciando por la línea superior):
- Heroico Colegio Militar
- A los Constituyentes de 1917
- A los Defensores de Veracruz de 1914
- Heroica Escuela Naval Militar
- Antonia Nava
- Leona Vicario
- Josefa Ortiz de Domínguez
- Mariana R. del Toro de Lazarín
- Carmen Serdán

Bajo esta frase, se encuentran los otros cinco muros de cantera, colocados justo detrás de la tribuna de la Cámara, desde donde la Mesa Directiva preside las sesiones, de estos muros el central es el de mayor anchura, y los otros cuatro son delgados, colocados dos a cada lado del centro, todos en posición vertical.
Sobre el muro central se encuentran colocadas dos enormes banderas nacionales, una de izquierda a derecha y otra de derecha a izquierda, en cuyo centro se enlazan con un moño tricolor, colocado justo bajo la representación escultórica en cantera del Escudo nacional rodeado del nombre oficial del país (Estados Unidos Mexicanos). En el extremo superior de este muro se encuentran los nombres del último emperador mexica, Cuauhtémoc, del tlatoani texcocano Nezahualcóyotl y, con letras de mayor tamaño, otra frase célebre, esta vez del insurgente y presidente Vicente Guerrero: 

"La Patria es primero".

En cada uno de los cuatro muros localizados a los costados del centro se encuentran inscritos los nombres que se muestran a continuación, guardando su orden de colocación vistos desde la puerta de la sala sesiones y de izquierda a derecha:
| - Miguel Hidalgo y Costilla - Mariano Abasolo - José Mariano Jiménez - Ignacio López Rayón - Miguel Barragán - Servando Teresa de Mier - Juan Álvarez - Santos Degollado - Ignacio de la Llave - José María Arteaga - Universidad Nacional Autónoma de México - Francisco I. Madero - Álvaro Obregón - Lázaro Cárdenas del Río - Al Exilio Republicano Español - A los heroicos defensores de Cuautla en 1812 - Felipe Ángeles - Ignacio Ramírez | - Juan Aldama - Miguel Bravo - Pedro Moreno - Nicolás Bravo - Miguel Ramos Arizpe - Valentín Gómez Farías - Benito Juárez - Ignacio Zaragoza - A los defensores de Puebla de Zaragoza en 1862 y 1863 - Instituto Politécnico Nacional - Ricardo Flores Magón - Aquiles Serdán - Francisco Villa - Isidro Fabela - Genaro Estrada - Justo Sierra Méndez - Alfonso García Robles - Hermila Galindo - Gilberto Bosques | - Ignacio Allende - Leonardo Bravo - Francisco Xavier Mina - Guadalupe Victoria - Víctor Rosales - A los Constituyentes de 1857 - A los Niños Héroes de Chapultepec - Margarita Maza de Juárez - Mariano Escobedo - A los vencedores de Querétaro en 1867 - Defensores de la patria 1846-1848 - Batallón de San Patricio - Belisario Domínguez - Emiliano Zapata - Francisco J. Múgica - Vicente Lombardo Toledano - Elvia Carrillo Puerto - La Transición a la Democracia en México | - José María Morelos - Mariano Matamoros - Hermenegildo Galeana - Andrés Quintana Roo - Vicente Guerrero - Constituyentes de Apatzingán - Pedro Sainz de Baranda - Ponciano Arriaga - Melchor Ocampo - Francisco Zarco - Ignacio Manuel Altamirano - Sor Juana Inés de la Cruz - Venustiano Carranza - Felipe Carrillo Puerto - A los legisladores mártires de 1913 - Al Movimiento Estudiantil de 1968 - 2021, Bicentenario de la Armada de México - 2023, Año del Bicentenario del Heroico Colegio Militar |

El Muro de Honor tiene su origen junto con el mismo congreso, ya que el primer decreto de inscripción de nombres data del 19 de julio de 1823, cuando el Congreso ordenó la inscripción de los héroes de la independencia en el parte superior del recinto legislativo dentro de Palacio Nacional: Hidalgo, Allende, Aldama, Abasolo, Morelos, Matamoros, Leonardo y Miguel Bravo, Galeana, Jiménez, Mina, Moreno y Rosales. La última inscripción se dio el 8 de mayo de 2024 y correspondió a Ignacio Ramírez.

### Tribuna

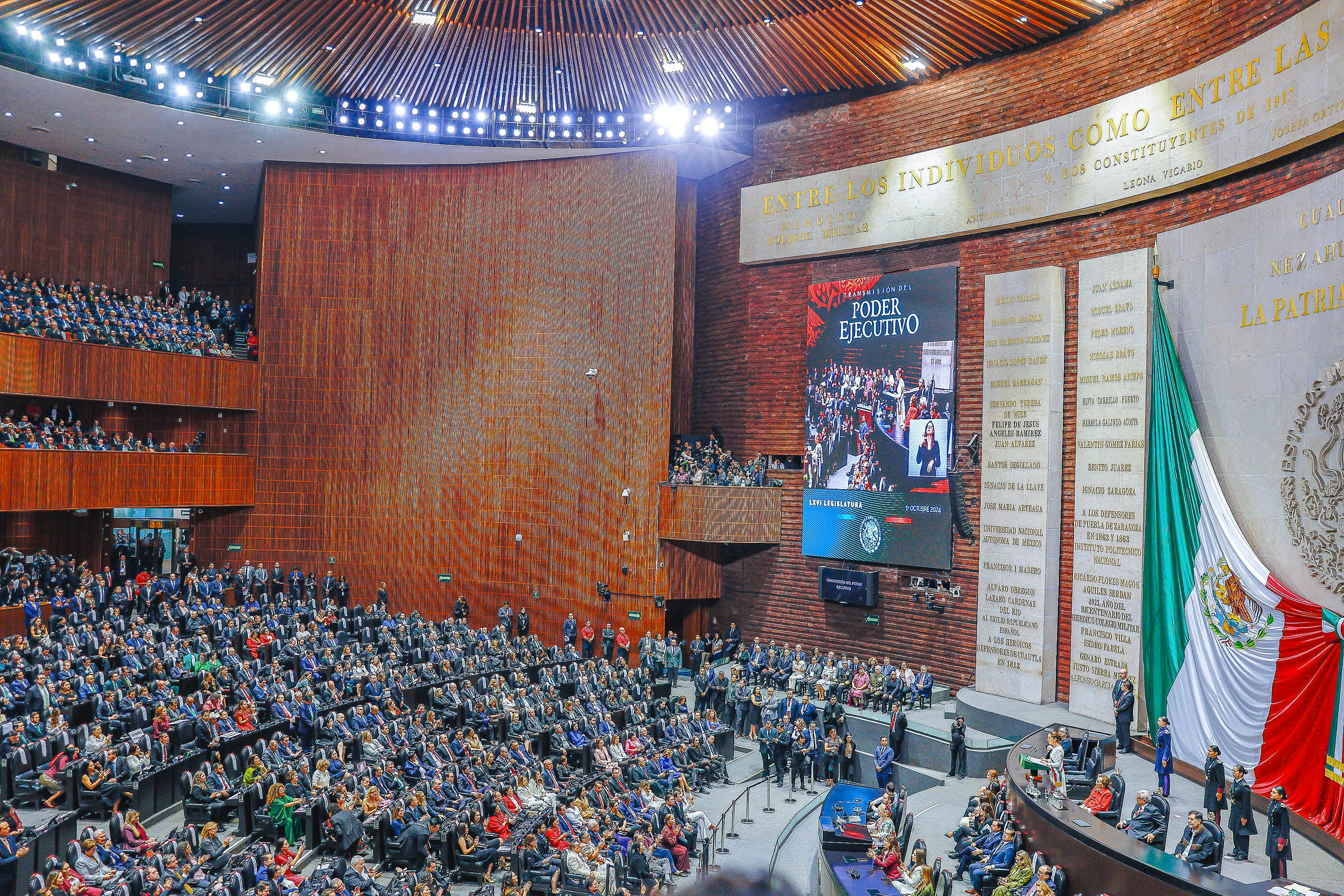
Toma de protesta de la presidenta Claudia Sheinbaum en 2024, ante el Congreso de la Unión.

Bajo el Muro de Honor se encuentra la tribuna de la Cámara, espacio dividido en dos niveles. En el superior, al centro y señalado por el «Tintero de plata y la campana de sesiones», se encuentra el asiento del Diputado Presidente, desde donde dirige las sesiones de ésta o del Congreso general, acompañado por los vicepresidentes de la Mesa Directiva. 
En la sesión de Congreso general que corresponda a la toma de protesta del Presidente de la República, se colocan en esta tribuna (de izquierda a derecha) el presidente del Senado, el presidente saliente, el Presidente de la Cámara de Diputados, el presidente entrante y el Presidente de la Suprema Corte de Justicia. 
Hasta 2005, en la sesión de Congreso General correspondiente a la entrega del informe de gobierno, se presentaba un orden similar (titulares del Senado, Cámara de Diputados, Presidencia de la República y Suprema Corte). Además también se reserva un espacio para cuando asisten jefes de Estado extranjeros invitados con motivo de alguna sesión especial. Desde esta tribuna superior, el presidente de la República rindió hasta el año de 2005 su informe de gobierno cada 1 de septiembre.
En el nivel inferior se colocan los Secretarios de la Mesa Directiva, y también ahí se encuentra la tribuna desde la cual los diputados hacen uso de la palabra en las sesiones.